# Kanton Vatan
Der Kanton Vatan war von 1790 bis 2015 ein französischer Wahlkreis im Arrondissement Issoudun, im Département Indre und in der Region Centre-Val de Loire; sein Hauptort war Vatan.

## Gemeinden
Der Kanton umfasste die Wahlberechtigten aus 14 Gemeinden:
| Gemeinde                  | Einwohner Jahr | Fläche km² | Bevölkerungsdichte | Postleitzahl | Code INSEE |
| ------------------------- | -------------- | ---------- | ------------------ | ------------ | ---------- |
| Aize                      | 120 (2013)     | –          | – Einw./km²        | 36150        | 36002      |
| Buxeuil                   | 222 (2013)     | –          | – Einw./km²        | 36150        | 36029      |
| La Chapelle-Saint-Laurian | 138 (2013)     | –          | – Einw./km²        | 36250        | 36041      |
| Fontenay                  | 93 (2013)      | –          | – Einw./km²        | 36150        | 36075      |
| Giroux                    | 121 (2013)     | –          | – Einw./km²        | 36150        | 36083      |
| Guilly                    | 245 (2013)     | –          | – Einw./km²        | 36150        | 36085      |
| Liniez                    | 339 (2013)     | –          | – Einw./km²        | 36150        | 36097      |
| Luçay-le-Libre            | 117 (2013)     | –          | – Einw./km²        | 36150        | 36102      |
| Ménétréols-sous-Vatan     | 129 (2013)     | –          | – Einw./km²        | 36150        | 36116      |
| Meunet-sur-Vatan          | 191 (2013)     | –          | – Einw./km²        | 36150        | 36122      |
| Reboursin                 | 119 (2013)     | –          | – Einw./km²        | 36150        | 36170      |
| Saint-Florentin           | 535 (2013)     | –          | – Einw./km²        | 36150        | 36191      |
| Saint-Pierre-de-Jards     | 113 (2013)     | –          | – Einw./km²        | 36260        | 36205      |
| Vatan                     | 2018 (2013)    | –          | – Einw./km²        | 36150        | 36230      |